# Rhyacophila nigrocephala
Rhyacophila nigrocephala là một loài Trichoptera trong họ Rhyacophilidae. Loài này phân bố ở Oriëntaals ở Cổ Bắc giới.